# Jan Sztaudynger

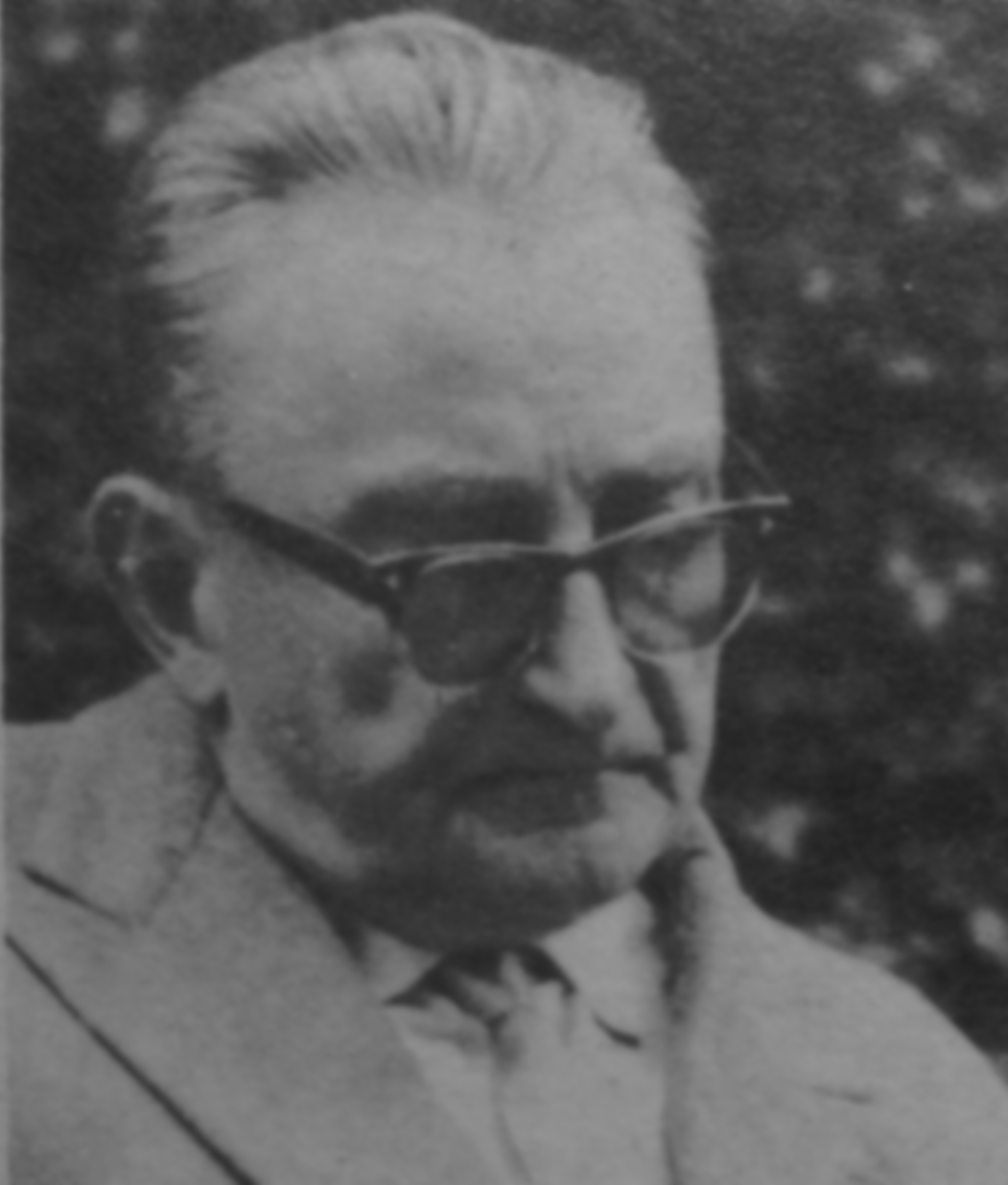
Jan Sztaudynger

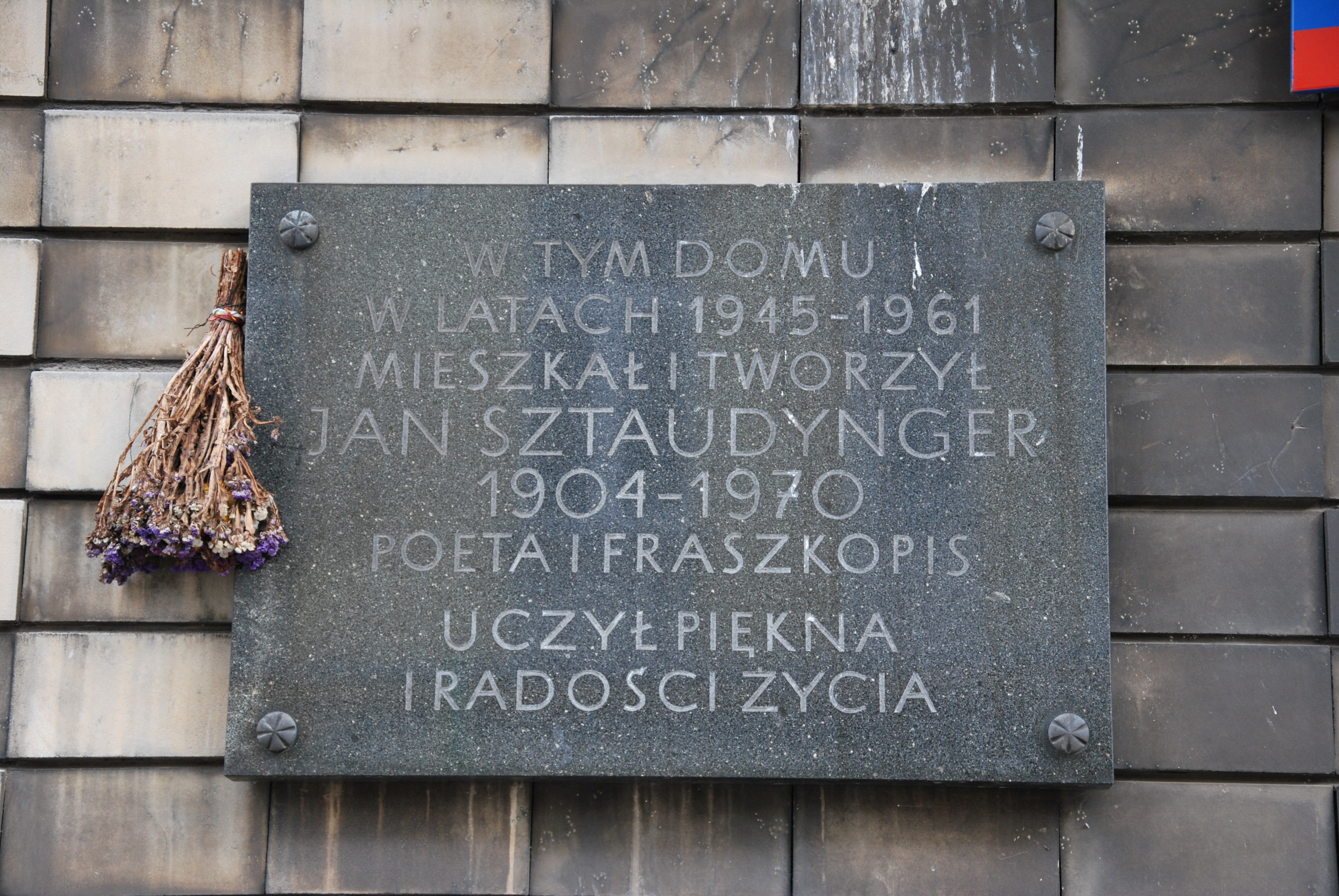
Tablica poświęcona Janowi Sztaudyngerowi, Łódź ul. Żwirki 1c, umieszczona przez Związek Pisarzy Polskich w 1980

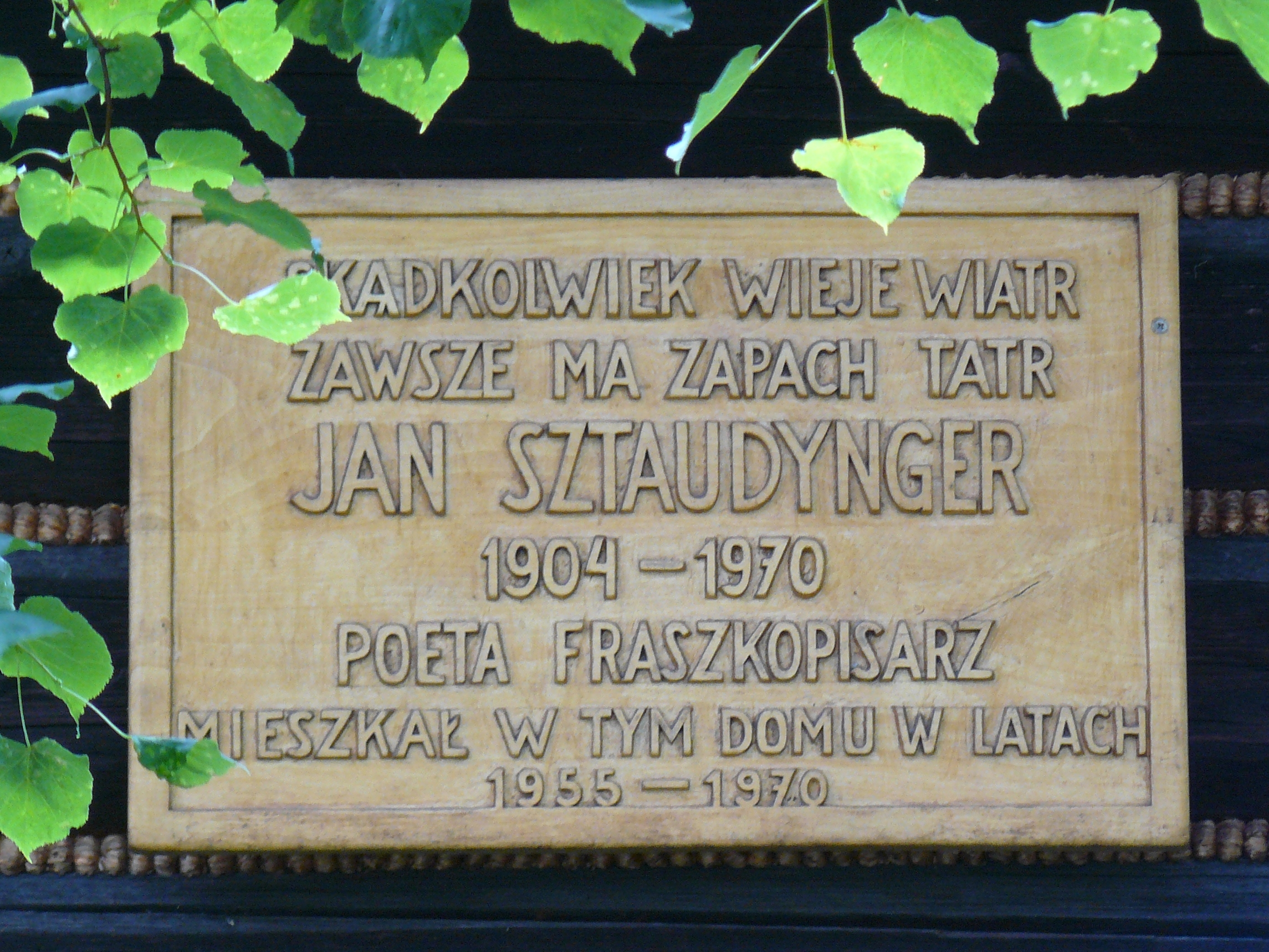
Tablica w Zakopanem – ul. Piłsudskiego 69 – gdzie mieszkał Jan Sztaudynger, autorstwa Henryka Burzca

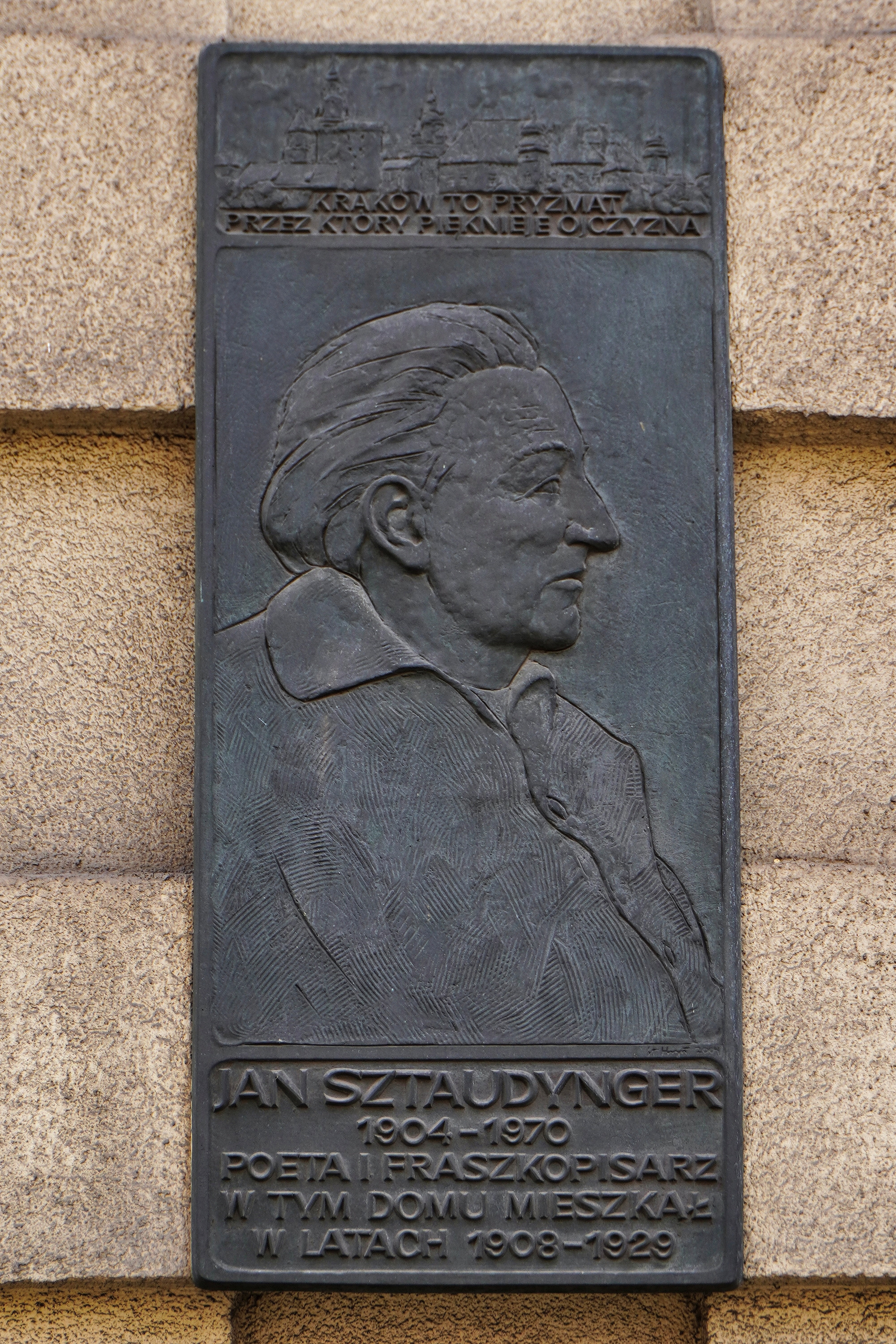
Tablica na kamienicy przy ul. Długiej 64 w Krakowie, upamiętniająca zamieszkiwanie owej kamienicy przez Jana Sztaudyngera w latach 1908–1929

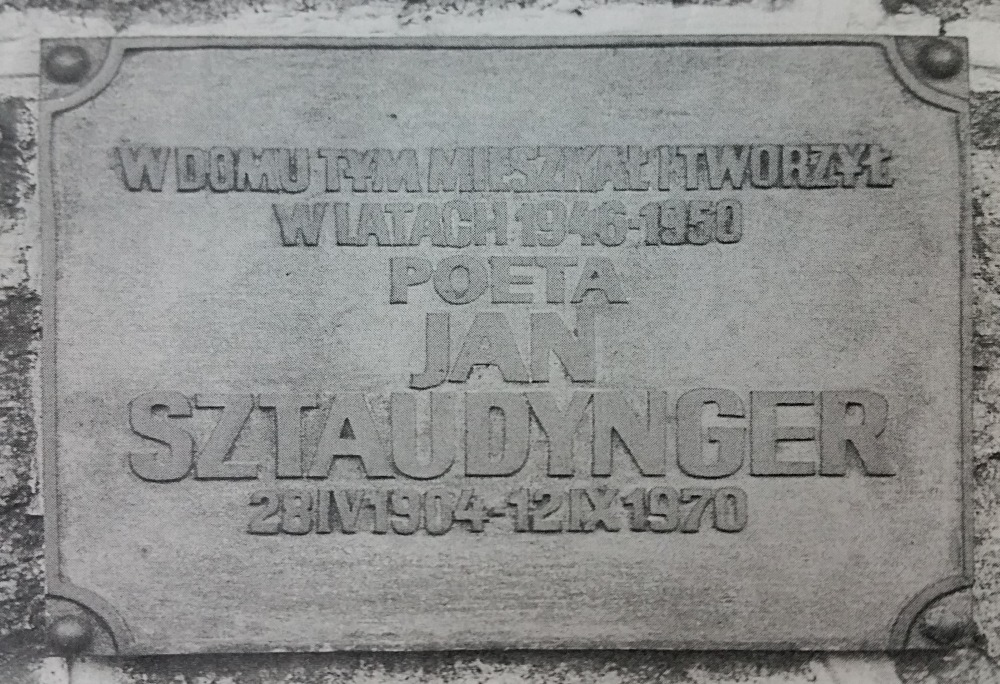
Nieistniejąca dziś tablica na domu w Szklarskiej Porębie, odsłonięta w połowie lat 80.

Jan Izydor Sztaudynger (ur. 28 kwietnia 1904 w Krakowie, zm. 12 września 1970 tamże) – polski poeta, fraszkopisarz, satyryk, teoretyk lalkarstwa, tłumacz.

## Życiorys
Urodził się w rodzinie o pochodzeniu polskim, niemieckim i francuskim. Był synem Izydora Jana Józefa i Anny z Kokowskich.
Uczęszczał do Wzorcowej Szkoły Ćwiczeń przy Seminarium nauczycielskim w Krakowie. Po wybuchu pierwszej wojny światowej ewakuował się wraz z rodzicami do Brna na Morawach, gdzie kontynuował naukę na Prywatnych Polskich Kursach Gimnazjalnych. W 1915 podjął naukę w II Gimnazjum im. Króla Jana Sobieskiego w Krakowie. Po jego ukończeniu i zdaniu matury podjął jednocześnie studia polonistyczne i germanistyczne na Uniwersytecie Jagiellońskim. W 1923 ukończył roczne Studia Pedagogiczne, a rok później uzyskał tytuł doktora filozofii na podstawie prac: Stosunek Garczyńskiego do religii oraz Wpływ Goethego na Garczyńskiego.
Po ukończeniu studiów Sztaudynger objął posadę nauczyciela języka polskiego w gimnazjum im. Władysława Jagiełły w Dębicy, a po odbyciu służby wojskowej w Szkole Podchorążych Piechoty w Zaleszczykach przeniósł się do Bydgoszczy, gdzie wykładał przez pół roku w Męskim Seminarium Nauczycielskim. W 1930 przeprowadził się do Poznania, gdzie przez cztery lata wykładał w Seminarium Nauczycielskim im. Ewarysta Estkowskiego. Ożenił się z Zofią Jankowską, w 1933 urodziła mu się córka Anna. W 1934 został wykładowcą Państwowej Szkoły Wydziałowej i prowadził wykłady (1938–1939) o teatrze lalek.
Po wybuchu wojny Sztaudynger z rodziną został aresztowany przez Niemców, osadzony w obozie przejściowym i przesiedlony do wsi Malice w powiecie sandomierskim. W Opatowie brał udział w tajnym nauczaniu na poziomie gimnazjum.
W 1944 dotarł do Lublina i objął posadę kierownika Sekcji Marionetkowej w Resorcie Kultury i Sztuki PKWN, organizując pierwsze teatry lalek. Po kilku tygodniach został dyscyplinarnie zwolniony.
Po wojnie osiedlił się w Łodzi. Objął na krótko posadę kierownika literackiego Teatru Lalek „Biedronka” Robotniczego Towarzystwa Przyjaciół Dzieci, a do marca 1950 pracował jako referent literatury w Wydziale Kultury i Sztuki Urzędu Wojewódzkiego w Łodzi.
W 1946 urodził się syn Jacek i od tego roku poeta współpracował z Centralnym Instytutem Kultury. W latach 1947–1950 mieszkał również w Szklarskiej Porębie. W 1961 wyprowadził się z Łodzi do Zakopanego.

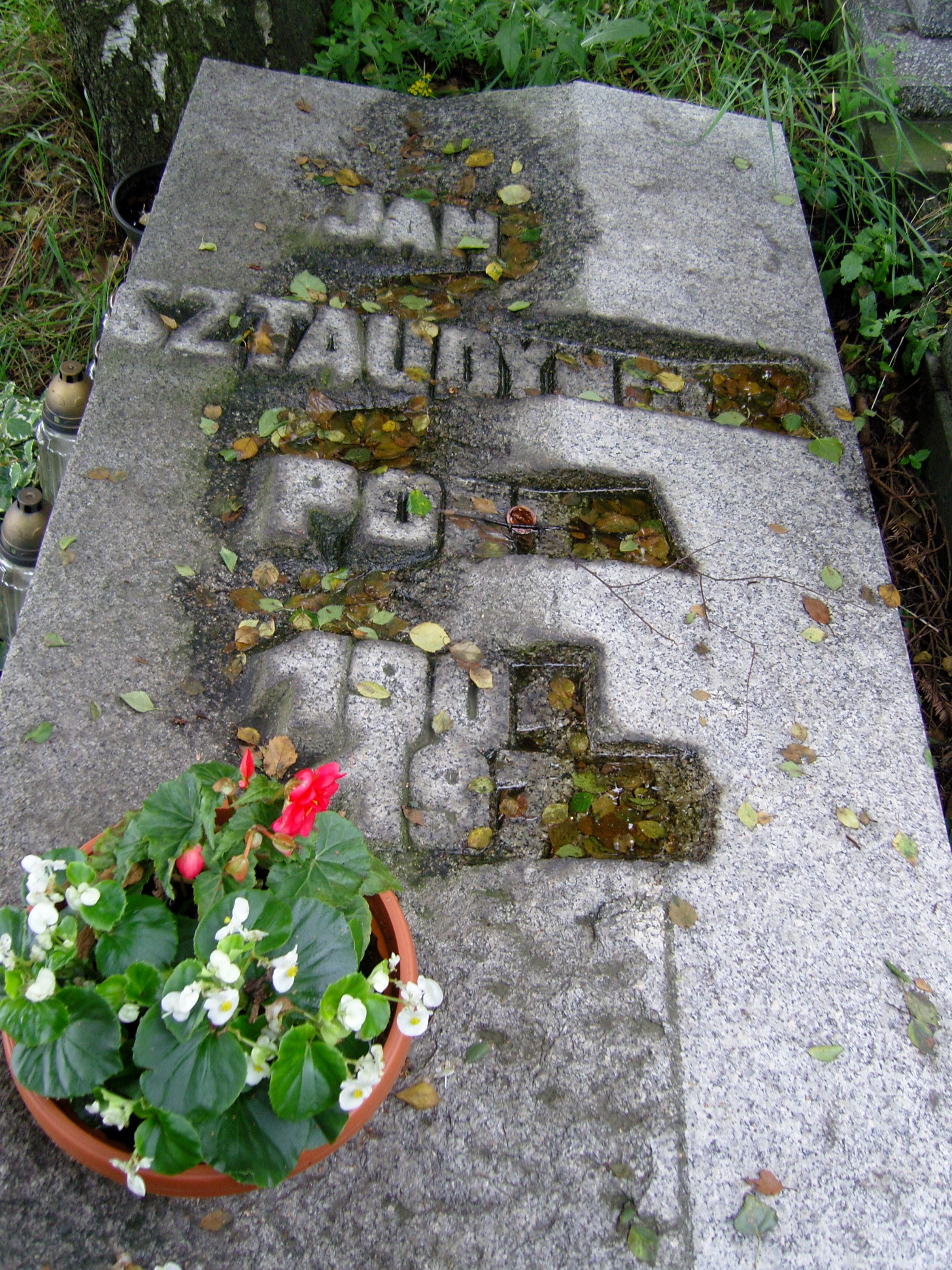
Grób Jana i Zofii Sztaudyngerów na Cmentarzu Salwatorskim w Krakowie

W roku 1954 rozpoznano u niego czerwienicę prawdziwą, wielokrotnie przebywał w szpitalach, m.in. w Łodzi, Warszawie i Krakowie. Zmarł w Klinice Hematologicznej prof. Juliana Aleksandrowicza w Krakowie 12 września 1970. Został pochowany na Cmentarzu Salwatorskim (sektor SC11-13-5).
Był ojcem Anny Sztaudynger-Kaliszewicz, doktor socjologii oraz propagatorki jego twórczości, oraz Jana Jacka Sztaudyngera, profesora zwyczajnego Katedry Ekonometrii na Wydziale Ekonomiczno-Socjologicznym Uniwersytetu Łódzkiego.

## Twórczość
W literaturze przedmiotu obecne są trzy daty debiutu literackiego: 1923, 1924, 1925. Jako eseista debiutował w 1923 artykułem opublikowanym w praskim czasopiśmie „Divadelní listy”. Podczas studiów należał do grupy literackiej „Helion”, a w maju 1923 zorganizował w sali Kopernika w Collegium Novum pierwszy własny wieczór poetycki. W 1925 ukazał się w nakładem poznańskiej Księgarni Świętego Wojciecha debiutancki tomik poezji Dom mój, do którego napisał wstęp Karol Hubert Rostworowski.
W 1930 został członkiem Związku Zawodowego Literatów Polskich. Publikował artykuły, recenzje, wiersze i fraszki m.in. w „Kurierze Literacko-Naukowym”, „Dzienniku Poznańskim Czasie”, „Tęczy”, „Dwutygodniku Literackim”. Działał również w kabarecie „Klub Szyderców”, kierowanym przez Artura Marię Swinarskiego. W latach 1930–1935 wydał dwa wiersze okolicznościowe, wydrukowane w niewielkich nakładach: Ballada o Stanisławie Wysockiej oraz Kasprowicz, napisany specjalnie dla uczestników uroczystości otwarcia Działu Kasprowiczowskiego Muzeum Miejskiego w Poznaniu oraz pięć tomików wierszy: „Ballady poznańskie”, „Ludzie”, „Rzeź na Parnasie”, „Kantyczki śnieżne”, „Umiejętności”.
Po zamieszkaniu w Szklarskiej Porębie w 1947 uczestniczył w życiu literackim Jeleniej Góry i okolic. Udzielał się w organizowanych przez Klub Literacki (potem Związek Zawodowy Literatów Polskich, Oddział Dolnośląski) odczytach, które służyły stopniowemu przywracaniu życia kulturalnego na Ziemiach Zachodnich. Obecny był również na Pierwszym Zjeździe Polskich Pisarzy Ziemi Sudeckiej, który odbył się w dniach 8–11 maja 1947. Podczas pobytu w Szklarskiej Porębie Sztaudynger napisał szereg wierszy, które drukiem ukazały się w tomie Puch ostu (1958). W 1946 wydał tomik wierszy: Strofy wrocławskie. W 1954 ukazał się tomik fraszek Piórka. W latach 1961–1968 ukazały się w wydawnictwie Nasza Księgarnia cztery tomiki wierszy dla dzieci.
Jego twórczość literacka była wyrazem afirmacyjnej postawy wobec życia. Inspiracje czerpał z obserwacji świata przyrody, dzieł sztuki, poznawaniu legend miasta. Znany przede wszystkim z publikacji fraszek i uznawany za „odnowiciela tego gatunku”. W pewnym opracowaniu czytamy: 

Sztaudynger chciał wyprostować nieco wykoślawione pojęcie fraszki i przywrócić jej znaczenie poetyckie.

## Teatr lalkowy
W latach 1935–1937 prowadził prace badawcze dotyczące tradycji i organizacji teatrów lalkowych i związku z tym podróżował po Europie. Wyniki studiów zamieścił w pionierskiej pracy Marionetki. W 1937 objął posadę instruktora do spraw teatru lalek w Oddziale Oświaty Pozaszkolnej Kuratorium Okręgowego w Poznaniu, a w Warszawie został członkiem Komisji Teatru Kukiełek przy Instytucie Teatrów Ludowych. Jednocześnie na Wydziale Humanistycznym Uniwersytetu Poznańskiego prowadził wykłady dotyczące wpływu teatru lalek na literaturę polską. Od 1938 był redaktorem działu kukiełek w miesięczniku „Teatr Ludowy”, a w latach 1938–1939 redagował pismo „Bal u lal. Miesięcznik Marionetkowy”. Po drugiej wojnie światowej Sztaudynger redagował w latach 1950–1953 kwartalnik Teatr Lalek. W 1961 opublikował szkice Od szopki do teatru lalek (1961), a w czasopiśmie „Teatr” prowadził dział Teatru Lalek. Międzynarodowe Stowarzyszenie Teatrów Lalek UNIMA nadało mu tytuł członka honorowego.

## Utwory
Uwzględniono również wydania pośmiertne.
- Dom mój, Poznań 1925.
- Ballady poznańskie, Poznań 1930.
- Ludzie, Poznań 1931.
- Rzeź na Parnasie, Poznań 1931.
- U źródeł Polski (Impresje regionalne), Poznań 1933
- Kantyczki śnieżne, Poznań 1934 i 1935.
- Marionetki, Lwów 1938.
- Strofy wrocławskie, Poznań 1947.
- Piórka, Warszawa 1954.
- Nowe piórka, Warszawa 1956.
- Krakowskie piórka (I wyd. – Kraków 1956, II wyd. – Kraków 1958, III wyd. Kraków 1959)
- Stare i nowe piórka. Wybór, Warszawa 1957 (według Natansona tytuł brzmi: Nowe i stare piórka).
- Puch ostu – wiersze, Łódź 1958.
- Krople liryczne, Warszawa 1959.
- Raptularz zakochanych (I wyd. – Warszawa 1960, II wyd. – Warszawa 1986, III wyd. Warszawa 1994[9])
- Łatki na szachownicy, Łódź 1961.
- Piórka z gór, Kraków 1961.
- Muchomory, Warszawa 1961.
- Ballady i fraszki, Katowice 1963.
- Kasztanki, Warszawa 1964.
- Wiórki, Katowice 1966.
- Narodziny obłoczka, Warszawa 1965.
- Zwrotki dla Dorotki, Warszawa 1968.
- Śmiesznoty, Katowice 1968.
- Supełki. Wybór fraszek i wstęp: W Natanson, Katowice 1970.
- Dróżką przed siebie, Warszawa 1973.
- Jak zwykle wszystko winą jest Amora, Kraków 1973.
- Chwalipięta, czyli rozmowy z Tatą. Styczeń – wrzesień 1970 (współautor: Anna Sztaudynger-Kaliszewicz), Łódź 1973.
- Szczęście z datą wczorajszą, Kraków 1974.
- Poezje wybrane. Wybór i wstęp: W Natanson, Warszawa 1974.
- Piórka znalezione. Posłowie: A. Sztaudynger-Kaliszewiczowa. Kraków 1975.
- Bajki dla dorosłych, Warszawa 1978.
- Moja wnuczka. Wiersze wybrała i przygotowała do druku A. Sztaudynger-Kaliszewiczowa. Kraków 1981.
- Szumowiny, Warszawa 1983 (wyd. II – 1984).
- Nie tylko „Piórka”. Fraszki, wiersze, bajki. Wyboru dokonała A. Sztaudynger-Kaliszewicz. Wstęp: J. Poradecki. Łódź 1986.
- Półsłówka. Wybór i wstęp: A. Sztaudynger-Kaliszewicz. Białystok 1986.
- Fraszki. Wybór: E. Brzoza, Warszawa 1999.
- Fraszki dla zakochanych. Wybór: J.J. Sztaudynger, J. Handzlik, K. Szeliga-Juchnik, Bielsko-Biała 2000.
- Kukuryku: wiersze dla dzieci, Kraków 2004, ISBN 83-89310-61-9.
- Entliczki pentliczki, czyli Zwrotki dla Dorotki, Kraków 2004, ISBN 83-7437-011-4.
- Piórka dla dzieci, Kraków 2004, ISBN 83-7437-036-X.
- Puch ostu: fraszki o życiu i miłości. Wybór Anna Sztaudynger-Kaliszewicz, Dorota Sztaudynger-Zaczek, Kraków 2004, ISBN 83-08-03566-3.

## Odznaczenia
- Srebrny Wawrzyn Akademicki (4 listopada 1937)[10]

## Nagrody
- Nagroda literacka Związku Zawodowego Literatów Polskich w Poznaniu (1936)[11]
- Nagroda miesięcznika Odra (1947)